# Silvio Herklotz
Silvio Herklotz (Blankenfelde-Mahlow, 6 maggio 1994) è un ex ciclista su strada tedesco con caratteristiche di scalatore, professionista dal 2016 al 2018.

## Palmarès
- 2011 (Juniores)

3ª tappa, 1ª semitappa Corsa della Pace Juniores (Roudnice nad Labem, cronometro)
Classifica generale 3-Etappenfahrt der Rad-junioren
- 2012 (Juniores)

2ª tappa Giro della Lunigiana (Follo > Follo)
3ª tappa Giro della Lunigiana (Fosdinovo > Fosdinovo)
4ª tappa Giro della Lunigiana (Santo Stefano di Magra > Casano di Ortonovo)
- 2013 (Stölting, tre vittorie)

Campionati tedeschi, prova in linea Under-23
5ª tappa Tour Alsace (Sélestat > Le Markstein)
Classifica generale Tour Alsace
- 2014 (Stölting, una vittoria)

Gran Premio Palio del Recioto
- 2015 (Stölting, una vittoria)

Rund um Düren

### Altri successi
- 2012 (Juniores)

Classifica a punti Giro della Lunigiana
Classifica scalatori Giro della Lunigiana
Classifica scalatori Regio-Tour
- 2013 (Stölting)

Classifica giovani Szlakiem Grodów Piastowskich
Classifica giovani Tour Alsace
- 2014 (Stölting)

Classifica giovani Szlakiem Grodów Piastowskich
Classifica giovani Rhône-Alpes Isère Tour
- 2015 (Stölting)

Classifica giovani Szlakiem Grodów Piastowskich
Classifica giovani Małopolski Wyścig Górski

## Piazzamenti

### Grandi Giri
- Vuelta a España

2016: non partito (11ª tappa)

### Classiche monumento
- Giro di Lombardia

2017: ritirato